# Afrosternophorus chamberlini
Espèce
Synonymes
- Sternophorus chamberlini Redikorzev, 1938

Afrosternophorus chamberlini est une espèce de pseudoscorpions de la famille des Sternophoridae.

## Distribution
Cette espèce se rencontre au Viêt Nam et au Laos.

## Description
Les mâles mesurent de 1,6 à 1,8 mm et les femelles de 2,0 à 2,7 mm.

## Systématique et taxinomie
Cette espèce a été décrite sous le protonyme Sternophorus chamberlini par Redikorzev en 1938. Elle est placée dans le genre Afrosternophorus par Harvey en 1985.

## Étymologie
Cette espèce est nommée en l'honneur de Joseph Conrad Chamberlin.

## Publication originale
- Redikorzev, 1938 : Les pseudoscorpions de l'Indochine française recueillis par M.C. Dawydoff. Mémoires du Muséum National d'Histoire Naturelle, Paris, vol. 10, p. 69-116.